# Зимара, Маркантонио

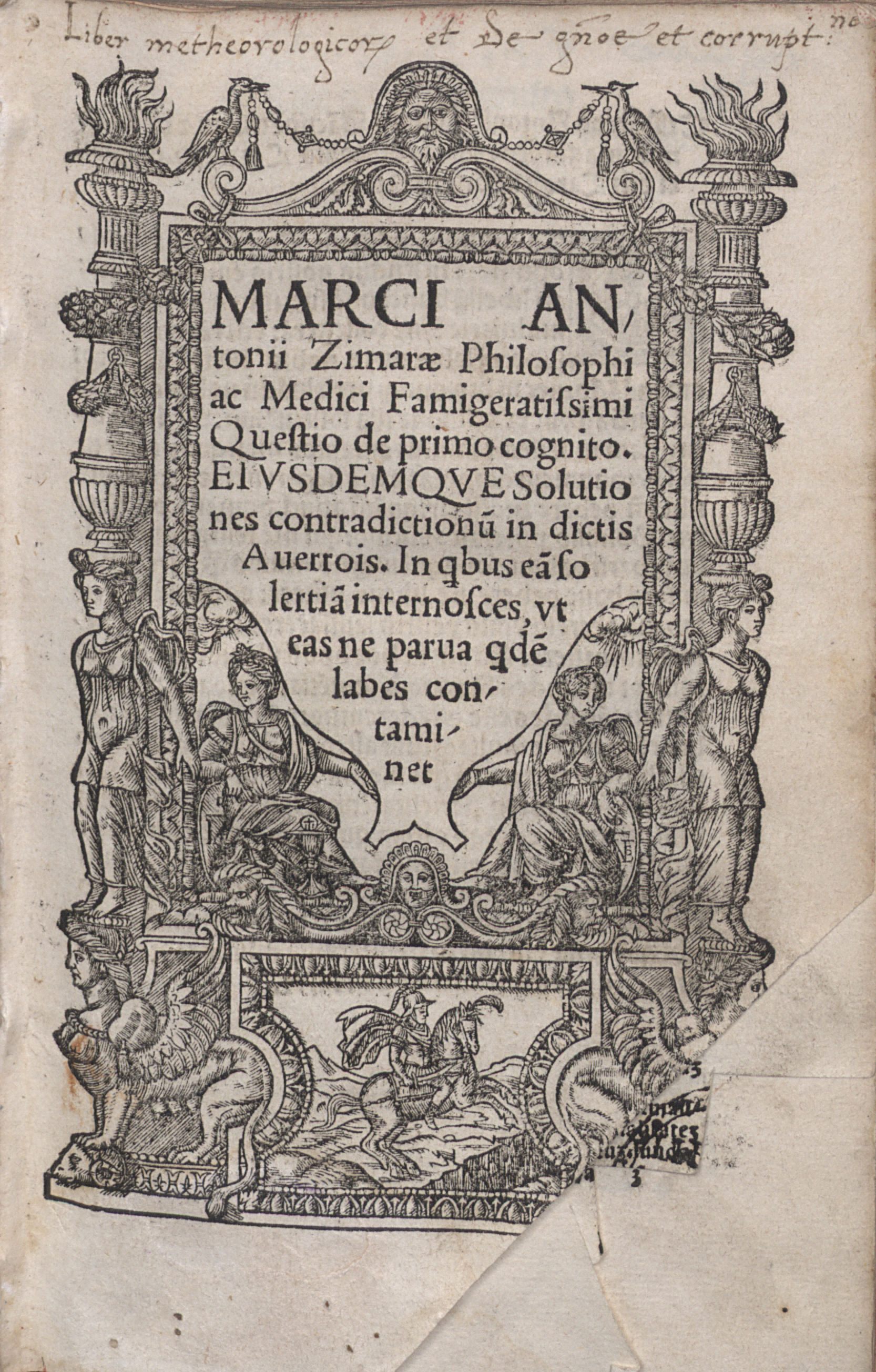
Questio de primo cognito

Маркантонио Зимара (ок. 1460—1532 гг.) - итальянский философ. 

## Биография
Родился в Галатине (Лечче). С 1497 года изучал философию в университете Падуи под руководством Агостино Нифо и Пьетро Помпонацци. Впоследствии преподавал логику, изучая в это время медицину в Падуе (1501—1505), а в 1509 году был назначен профессором натуральной философии. С 1509 по 1518 год Зимара жил в Сан-Пьетро в Галатине, после чего преподавал в Салерно (1518—1522), Неаполе (1522—1523) и снова в Падуе (1525–1528). 
Зимара редактировал работы средневековых философов (особенно Альберта Магнуса), а также редактировал и писал комментарии к Аристотелю и Аверроэсу. Его труд Tabula dilucidationum в dictis Aristotelis et Averrois (1537) стал основным научным инструментом для изучения работ Аристотеля и Аверроэса. 

## Внешние ссылки
- The date of publication of an edition of Aristotle by  Marcantonio Zimara
- Marcus Antonius Zimaras Sanctipertia's Problems.